# Шкурган Семен Васильович
Семен Васильович Шкурган (20 березня 1938 року, с. Горішнє Залуччя, тепер Снятинського району Івано-Франківської області, Україна — 17 березня 2023 року, м. Krosno, Польща)— український співак (баритон), педагог, Заслужений артист УРСР (1973).

Батько всесвітньо відомого співака Андрія Шкургана.

## Біографія
Народився в сім'ї селянина.
У 1956 році закінчив школу в с. Прутівка (Снятинський район).
В 1956–1957 рр. майбутній співак працював на будівництві шахт Донбасу.
В 1960 році закінчив Івано-Франківське музичне училище (нині Івано-Франківське музичне училище імені Січинського), а в 1966 році — вокальний факультет Львівської національної музичної академії імені Миколи Лисенка.
Від 1966 р. він був солістом-вокалістом Чернівецької філармонії.
Протягом 1967–1992 рр. викладав вокал у Чернівецькому музичному училищі.
В 1992–1994 рр. — доцент кафедри музики Чернівецького університету. Водночас (з 1993–2009 р.) він 16 років  — професор вокалу Краківської музичної академії (Польща).

## Творчість

### Концертна діяльність
Систематично виступав з концертами в Чернівцях і обласних центрах України, а також — за кордоном (Росія, Румунія, Франція, Південна Америка).

### Оперні партії
В репертуарі співака — провідні партії у найвизначніших операх світової культури, зокрема, 

- Євгеній Онєгін (однойменна опера П.Чайковського),
- Шарплес (опера «Чіо-Чіо-Сан» Дж. Пуччіні),
- Петруччіо (опера «Приборкання непокірної» В.Шебаліна),
- Фігаро (опера «Весілля Фігаро» В.-А. Моцарта) та ін.

### Камерний репертуар
- арії, кантати, ораторії з творів Генделя, Баха, А.Окарлаті, Ш.Гуно, Ж.Бізе, Дж. Верді, С.Монюшка, М.Лисенка, К.Данькевича;
- романси та пісні українських та зарубіжних композиторів.

Особливе місце в концертній діяльності займають твори на слова Т.Шевченка, Л.Українки, І.Франка.